# Ronde van Frankrijk 2006
De 93e editie van de Ronde van Frankrijk ging van start op zaterdag 1 juli 2006 in Straatsburg en eindigde op 23 juli in Parijs.
Vooraf was er geen uitgesproken favoriet, na het stoppen van Lance Armstrong en de afwezigheid van favorieten als Ivan Basso en Jan Ullrich. De ronde leek uiteindelijk gewonnen te worden door Floyd Landis, die na een enorme inzinking op spectaculaire wijze terugkwam en in de tijdrit het geel overnam van Óscar Pereiro, die op zijn beurt zijn goede klassering mede te danken had aan de bijna dertig minuten voorsprong die het peloton hem en zijn medevluchters hadden gegund in de dertiende etappe.
Enkele dagen na afloop werd echter bekendgemaakt dat Landis betrapt was op het gebruik van verboden middelen. Op 20 september 2007 riep de Internationale Wielerunie Pereiro uit tot winnaar. Deze beslissing werd bevestigd door de Société du Tour de France.

## Dopingzaak

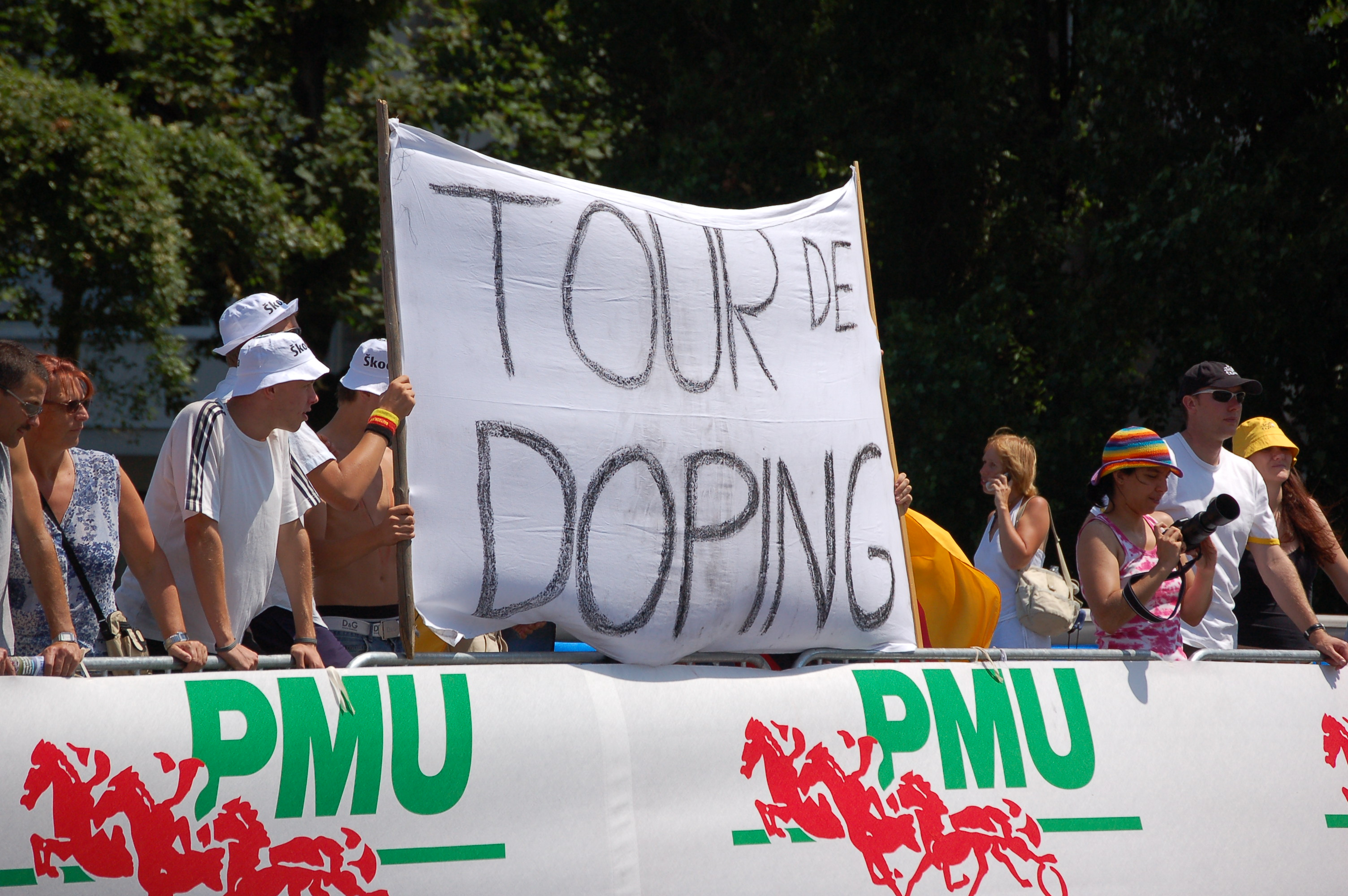
Toeschouwers tonen hun ongenoegen over de dopingzaak

Eén dag voor het begin van de Ronde van Frankrijk 2006 werd er in de Spaanse media een lijst openbaar gemaakt met 200 sporters die doping zouden hebben gebruikt. Op de lijst staan ook de namen van 58 wielrenners waaronder de Duitser Jan Ullrich, de Italiaan Ivan Basso en de Spanjaard Francisco Mancebo, alle drie favoriet voor de eindzege in deze Tour. Kort nadat het nieuws bekend was geraakt, werden ze geschorst door hun respectievelijke ploeg en geweerd van deelname aan de Tour. Later op de dag werd bekend dat ook de andere renners die op de lijst stonden niet mochten starten.
De ProTour-ploegen beslisten ook onderling om de geschorste renners niet te vervangen door andere renners. Mede daardoor en doordat vijf van de negen renners van Astana - Würth Team op de lijst stonden, raakte Astana niet meer aan het vereiste minimum van zes renners. Hierdoor werd ook Astana de start ontzegd, waardoor de Tour nog een van haar favorieten, namelijk Aleksandr Vinokoerov, verloor. Ook Comunidad Valenciana, een van de twee continentale ploegen die een wildcard hadden gekregen voor de Tour, werd geweerd toen bleek dat negen van de twintig renners van de ploeg verdacht werden.
Met het wegvallen van Ullrich, Basso, Mancebo en Vinokourouv en het feit Lance Armstrong zijn afscheid van de wielersport in 2005 al aankondigde, blijft de volledige top vijf van de Ronde van Frankrijk 2005 dus afwezig.

## Etappe-overzicht
| datum   | etappe  | route                              | afstand  | type                | winnaar             | ploeg                   |
| ------- | ------- | ---------------------------------- | -------- | ------------------- | ------------------- | ----------------------- |
| 1 juli  | Proloog | Straatsburg                        | 7,1 km   | Proloog             | Thor Hushovd        | Crédit Agricole         |
| 2 juli  | 1       | Straatsburg - Straatsburg          | 183,5 km | Vlakke rit          | Jimmy Casper        | Cofidis                 |
| 3 juli  | 2       | Obernai - Esch-sur-Alzette         | 228,5 km | Vlakke rit          | Robbie McEwen       | Davitamon - Lotto       |
| 4 juli  | 3       | Esch-sur-Alzette - Valkenburg      | 216,5 km | Heuvelrit           | Matthias Kessler    | T-Mobile Team           |
| 5 juli  | 4       | Hoei - Saint-Quentin               | 207,0 km | Vlakke rit          | Robbie McEwen       | Davitamon - Lotto       |
| 6 juli  | 5       | Beauvais - Caen                    | 225,0 km | Vlakke rit          | Óscar Freire        | Rabobank                |
| 7 juli  | 6       | Lisieux - Vitré                    | 189,0 km | Vlakke rit          | Robbie McEwen       | Davitamon - Lotto       |
| 8 juli  | 7       | Saint-Grégoire - Rennes            | 52,0 km  | Individuele tijdrit | Serhij Hontsjar     | T-Mobile Team           |
| 9 juli  | 8       | Saint-Méen-le-Grand - Lorient      | 181,0 km | Vlakke rit          | Sylvain Calzati     | Ag2r Prévoyance         |
| 10 juli | Rustdag | Rustdag                            | Rustdag  | Rustdag             | Rustdag             | Rustdag                 |
| 11 juli | 9       | Bordeaux - Dax                     | 169,5 km | Vlakke rit          | Óscar Freire        | Rabobank                |
| 12 juli | 10      | Cambo-les-Bains - Pau              | 190,5 km | Bergrit             | Juan Miguel Mercado | Agritubel               |
| 13 juli | 11      | Tarbes - Val d'Aran (Pla de Beret) | 206,5 km | Bergrit             | Denis Mensjov       | Rabobank                |
| 14 juli | 12      | Luchon - Carcassonne               | 211,5 km | Heuvelrit           | Jaroslav Popovytsj  | Discovery Channel       |
| 15 juli | 13      | Béziers - Montélimar               | 230,0 km | Vlakke rit          | Jens Voigt          | Team CSC                |
| 16 juli | 14      | Montélimar - Gap                   | 180,5 km | Heuvelrit           | Pierrick Fédrigo    | Bouygues Télécom        |
| 17 juli | Rustdag | Rustdag                            | Rustdag  | Rustdag             | Rustdag             | Rustdag                 |
| 18 juli | 15      | Gap - l'Alpe d'Huez                | 187,0 km | Bergrit             | Fränk Schleck       | Team CSC                |
| 19 juli | 16      | Bourg d'Oisans - La Toussuire      | 182,0 km | Bergrit             | Michael Rasmussen   | Rabobank                |
| 20 juli | 17      | Saint-Jean-de-Maurienne - Morzine  | 200,5 km | Bergrit             | Carlos Sastre       | Team CSC                |
| 21 juli | 18      | Morzine - Mâcon                    | 197,0 km | Heuvelrit           | Matteo Tosatto      | Quick·Step - Innergetic |
| 22 juli | 19      | Le Creusot - Montceau-les-Mines    | 57,0 km  | Individuele tijdrit | Serhij Hontsjar     | T-Mobile Team           |
| 23 juli | 20      | Sceaux/Antony - Parijs             | 154,5 km | Vlakke rit          | Thor Hushovd        | Crédit Agricole         |

## Klassementsleiders na elke etappe
| Etappe 0 | Algemeen klassement | Puntenklassement | Bergklassement     | Jongerenklassement | Ploegenklassement | Strijdlust                |
| -------- | ------------------- | ---------------- | ------------------ | ------------------ | ----------------- | ------------------------- |
| Proloog  | Thor Hushovd        | Thor Hushovd     | niet uitgereikt    | Joost Posthuma     | Discovery Channel | niet uitgereikt (proloog) |
| 1        | George Hincapie     | Jimmy Casper     | Fabian Wegmann     | Benoît Vaugrenard  | Discovery Channel | Walter Bénéteau           |
| 2        | Thor Hushovd        | Robbie McEwen    | David de la Fuente | Benoît Vaugrenard  | Discovery Channel | David de la Fuente        |
| 3        | Tom Boonen          | Tom Boonen       | Jérôme Pineau      | Markus Fothen      | Discovery Channel | José Luis Arrieta         |
| 4        | Tom Boonen          | Robbie McEwen    | Jérôme Pineau      | Markus Fothen      | Discovery Channel | Egoi Martínez             |
| 5        | Tom Boonen          | Robbie McEwen    | Jérôme Pineau      | Markus Fothen      | Discovery Channel | Samuel Dumoulin           |
| 6        | Tom Boonen          | Robbie McEwen    | Jérôme Pineau      | Benoît Vaugrenard  | Discovery Channel | Anthony Geslin            |
| 7        | Serhij Hontsjar     | Robbie McEwen    | Jérôme Pineau      | Markus Fothen      | T-Mobile Team     | niet uitgereikt (tijdrit) |
| 8        | Serhij Hontsjar     | Robbie McEwen    | Jérôme Pineau      | Markus Fothen      | T-Mobile Team     | Sylvain Calzati           |
| 9        | Serhij Hontsjar     | Robbie McEwen    | Jérôme Pineau      | Markus Fothen      | T-Mobile Team     | Christian Knees           |
| 10       | Cyril Dessel        | Robbie McEwen    | Cyril Dessel       | Markus Fothen      | Ag2r Prévoyance   | Juan Miguel Mercado       |
| 11       | Floyd Landis        | Robbie McEwen    | David de la Fuente | Markus Fothen      | T-Mobile Team     | David de la Fuente        |
| 12       | Floyd Landis        | Robbie McEwen    | David de la Fuente | Markus Fothen      | T-Mobile Team     | Daniele Bennati           |
| 13       | Óscar Pereiro       | Robbie McEwen    | David de la Fuente | Markus Fothen      | Team CSC          | Jens Voigt                |
| 14       | Óscar Pereiro       | Robbie McEwen    | David de la Fuente | Markus Fothen      | Team CSC          | Salvatore Commesso        |
| 15       | Floyd Landis        | Robbie McEwen    | David de la Fuente | Markus Fothen      | Team CSC          | Stefano Garzelli          |
| 16       | Óscar Pereiro       | Robbie McEwen    | Michael Rasmussen  | Markus Fothen      | Team CSC          | Michael Rasmussen         |
| 17       | Óscar Pereiro       | Robbie McEwen    | Michael Rasmussen  | Damiano Cunego     | T-Mobile Team     | Floyd Landis              |
| 18       | Óscar Pereiro       | Robbie McEwen    | Michael Rasmussen  | Damiano Cunego     | T-Mobile Team     | Levi Leipheimer           |
| 19       | Floyd Landis        | Robbie McEwen    | Michael Rasmussen  | Damiano Cunego     | T-Mobile Team     | niet uitgereikt (tijdrit) |
| 20       | Floyd Landis        | Robbie McEwen    | Michael Rasmussen  | Damiano Cunego     | T-Mobile Team     | Aitor Hernández           |

## Eindklassementen

### Algemeen klassement

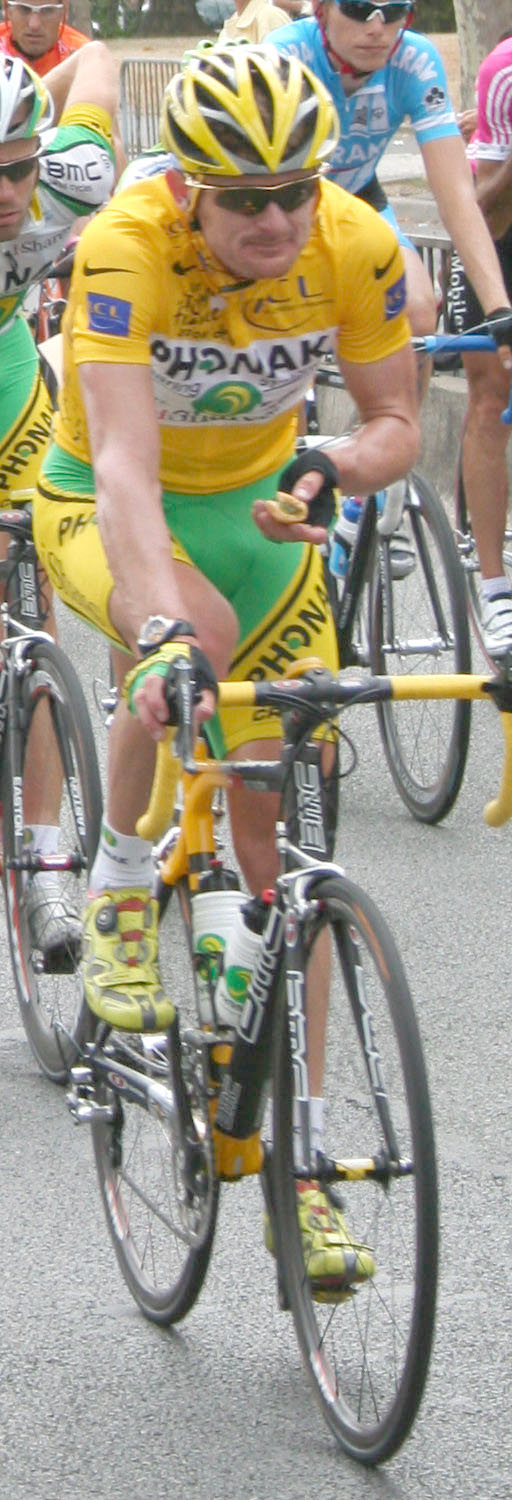
Floyd Landis in de gele trui die hem later afgenomen zou worden.

| rang  | renner            | land             | ploeg               | tijd               |
| ----- | ----------------- | ---------------- | ------------------- | ------------------ |
|       | Floyd Landis      | Verenigde Staten | Phonak              | 89u 39'30"         |
| 2     | Óscar Pereiro     | Spanje           | Caisse d'Epargne    | + 0'57" 89u 40'27" |
| 3 2   | Andreas Klöden    | Duitsland        | T-Mobile Team       | + 1'29" 0'32"      |
| 4 3   | Carlos Sastre     | Spanje           | Team CSC            | + 3'13" 2'39"      |
| 5 4   | Cadel Evans       | Australië        | Davitamon - Lotto   | + 5'08" 4'11"      |
| 6 5   | Denis Mensjov     | Rusland          | Rabobank            | + 7'06" 6'09"      |
| 7 6   | Cyril Dessel      | Frankrijk        | Ag2r Prévoyance     | + 8'41" 7'44"      |
| 8 7   | Christophe Moreau | Frankrijk        | Ag2r Prévoyance     | + 9'37" 8'40"      |
| 9 8   | Haimar Zubeldia   | Spanje           | Euskaltel - Euskadi | + 12'05" 11'08"    |
| 10 9  | Michael Rogers    | Australië        | T-Mobile Team       | + 15'07" 14'10"    |
| 11 10 | Fränk Schleck     | Luxemburg        | Team CSC            | + 17'46" 16'49"    |

Rode lantaarn:
| 139 138 | Wim Vansevenant | België | Davitamon - Lotto | + 4u 02'01" 4u 01'04" |

### Puntenklassement
| rang | renner        | land      | ploeg             | punten |
| ---- | ------------- | --------- | ----------------- | ------ |
|      | Robbie McEwen | Australië | Davitamon - Lotto | 288    |
| 2    | Erik Zabel    | Duitsland | Team Milram       | 199    |
| 3    | Thor Hushovd  | Noorwegen | Crédit Agricole   | 195    |

### Bergklassement
| rang | renner             | land             | ploeg                  | punten |
| ---- | ------------------ | ---------------- | ---------------------- | ------ |
|      | Michael Rasmussen  | Denemarken       | Rabobank               | 166    |
| 2    | Floyd Landis       | Verenigde Staten | Phonak                 | 113    |
| 2    | David de la Fuente | Spanje           | Saunier Duval - Prodir | 113    |
| 3    | Carlos Sastre      | Spanje           | Team CSC               | 99     |

### Jongerenklassement
| rang | renner          | land      | ploeg             | tijd        |
| ---- | --------------- | --------- | ----------------- | ----------- |
|      | Damiano Cunego  | Italië    | Lampre - Fondital | 89u 58'49   |
| 2    | Markus Fothen   | Duitsland | Gerolsteiner      | + 38"       |
| 3    | Matthieu Sprick | Frankrijk | Bouygues Télécom  | + 1u 29'12" |

### Ploegenklassement
| rang | ploeg         | land       | teammanager   | tijd        |
| ---- | ------------- | ---------- | ------------- | ----------- |
|      | T-Mobile Team | Duitsland  | Olaf Ludwig   | 269u 08'46" |
| 2    | Team CSC      | Denemarken | Bjarne Riis   | + 17'04"    |
| 3    | Rabobank      | Nederland  | Theo de Rooij | + 23'26"    |

### Strijdlustigste renner
| rang | renner             | land   | ploeg                  |
| ---- | ------------------ | ------ | ---------------------- |
|      | David de la Fuente | Spanje | Saunier Duval - Prodir |